# Heptacen
Heptacenul este o acenă, adică o hidrocarbură aromatică policiclică formată din șapte nuclee benzenice condensate liniar.  Acest compus a fost căutat de mult de către chimiști  datorită posibilelor utilizări în electronică, și a fost în sfârșit sintetizat în 2006. 